# Lisa Nowak
Pour les articles homonymes, voir Nowak.
Lisa Marie Nowak est une astronaute de nationalité américaine, née le 10 mai 1963.

## Biographie
Lisa Nowak est la fille d'Alfredo et Jane Caputo de Rockville, dans le Maryland. Elle a commencé à s'intéresser au programme spatial quand elle avait six ans, en regardant les alunissages d'Apollo. Nowak a suivi le programme de la navette spatiale, en particulier l'introduction d'astronautes féminins. Elle est diplômée de Charles W. Woodward High School, à Rockville, dans le Maryland, en 1981, et a obtenu son baccalauréat ès sciences en génie aérospatial de l'Académie navale d'Annapolis en 1985. Nowak a obtenu une maîtrise ès sciences en génie aéronautique et un diplôme en ingénierie aéronautique et astronautique en 1992 de l'École doctorale navale américaine de Monterey, en Californie.

## Vol réalisé
Elle a volé à bord de la navette Discovery en juillet 2006 pour la mission STS-121.

## L'affaire Lisa Nowak
Le 5 février 2007, Lisa Nowak a été arrêtée par la police après avoir agressé à l'aéroport international d'Orlando, en Floride, une femme officier de l'US Air Force qu'elle soupçonnait d'entretenir une relation avec William Oefelein, l'astronaute dont elle était éprise. Dans un premier temps, cet incident a obligé la NASA à l'exclure du planning des vols ainsi qu'à revoir l'évaluation psychologique de l'ensemble de ses astronautes. Finalement, le 8 mars 2007, l'agence a pris la décision de la licencier purement et simplement.
Elle licencia également William Oefelein en juin 2007.

## Au cinéma
La vie de Lisa Nowak a inspiré le film Lucy in the Sky, avec Natalie Portman (sortie aux États-Unis le 4 octobre 2019),.